# Ter (rivier)
De Ter is een rivier in Catalonië, Spanje die begint in de Pyreneeën bij Ull de Ter (2480 m hoog), door de stad Girona voert en uitmondt in de Middellandse Zee nabij Torroella de Montgrí. De monding wordt ook wel La Gola genoemd. De rivier is 208 km lang en heeft een stroomgebied van 3001 km² en is daarmee de grootste rivier van Catalonië. Samen met de Muga en de Fluvià heeft hij bij de monding de grote alluviale vlakte van Empordà gevormd.
De rivier vloeit samen met de La Maçana en gaat richting Girona waar de rivieren Güell en Onyar in de Ter stromen.
Men kan, na een wandeling van vier kilometer naar de monding, op karper vissen. Dagelijkse vangsten van 45 kg zijn heel gewoon.

## Dammen
- Pantà de Sau (84 m hoog, 5.700.000 m² oppervlakte, 169 hm³ capaciteit)
- Pantà de Susqueda (135 m hoog, 4.660.000 m² oppervlakte, 233 hm³ capaciteit)
- Pantà del Pasteral (33 m hoog, 350.000 m² oppervlakte, 2 hm³ capaciteit)
- Pantà de Colomers (15 m hoog, 700.000 m² oppervlakte, 1 hm³ capaciteit)

- Gemeinsame Normdatei: 7641561-2